# Unpaywall
Unpaywall es un software libre con Licencia MIT cuya base de datos abierta recopila contenido de acceso abierto de más de 50.000 editores y repositorios. Su objetivo principal es que este contenido digital sea fácil de encontrar y facilite al investigador su propósito. La principal forma de emplear Unpaywall es con su extensión en Google Chrome o FireFox.

## Historia
2011. Heather Piwowar, Jason Priem y Cristhian Parra asisten a la conferencia Hackathon de la que son expulsados y se dedican, esa misma noche, a trabajar en un software para académicos. Se asientan las bases de Unpaywall. Se funda la organización sin ánimo de lucro que hay detrás del software, Impactstory.
2016. Se lanza una parte del proyecto.
2017. Una investigación de Piwowar y Priem sugiere que casi la mitad de los trabajos de investigación recientes que se buscan en Internet están disponibles de forma gratuita. Problema: existe una línea entre la disponibilidad de los documentos y su detección en la web. Se lanza la extensión para navegador. Unpaywall se integra en Web of Science. Dimensions, plataforma de datos científicos, utiliza Unpaywall.
2018. Scopus integra Unpaywall.

## Funcionamiento
Para poder utilizar Unpaywall, es necesario añadir su extensión en Google Chrome o Firefox. Se puede hacer desde la propia web del software o desde los repositorios de extensiones para navegadores. Una vez instalado en el navegador, nos aparecerá el símbolo en la barra de herramientas de Google (un candado sobre fondo negro). Al buscar un artículo en la web, aparecerá un candado en el lado derecho de la pantalla del navegador. Si el artículo tiene versión abierta, el fondo del candado será verde pero si no está disponible, el fondo será gris. En el caso de que se encuentre el artículo y esté disponible, al pulsar sobre el candado, se abrirá una pestaña nueva con el artículo en PDF listo para leer o guardar en el ordenador.